# Bożena Michalska
Bożena Michalska (ur. 24 czerwca 1948 w Szczecinie) – polska profesor nauk rolniczych w zakresie agronomii i agrometeorologii, nauczyciel akademicki

## Życiorys
Bożena Michalska ukończyła studia rolnicze w Wyższej Szkole Rolniczej w Szczecinie w 1971. Stopień doktora nauk rolniczych otrzymała w 1981, a doktora habilitowanego nauk rolniczych w zakresie agronomii – w 1994 na podstawie pracy Agroklimatyczne warunki uprawy bobiku w Polsce. 12 czerwca 2002 uzyskała tytuł profesora nauk rolniczych. 
Bezpośrednio po studiach została zatrudniona w Zakładzie Meteorologii macierzystej uczelni, w której przeszła przez wszystkie szczeble kariery naukowej od stanowiska asystenta do stanowiska profesora zwyczajnego. W latach 2002–2013 była kierownikiem Katedry Meteorologii i Klimatologii na Wydziale Kształtowania Środowiska i Rolnictwa Zachodniopomorskiego Uniwersytetu Technologicznego w Szczecinie. W latach 1996–2002 była prodziekanem Wydziału  Rolniczego ds. dydaktyki. 
Jest członkiem Komisji Agrometeorologii i Klimatologii Stosowanej w Oddziale Polskiej Akademii Nauk w Lublinie. Na emeryturze od 2017.

## Odznaczenia[1]
- Odznaka Gryf Pomorski (1989)
- Srebrny Krzyż Zasługi (1997)
- Medal Komisji Edukacji Narodowej (1999)
- Medal Zasłużony dla Akademii Rolniczej w Szczecinie (2000)
- Krzyż Kawalerski Orderu Odrodzenia Polski (2009)